# National Movie Award
National Movie Awards é uma premiação britânica transmitida pelo canal ITV, onde os vencedores são escolhidos por meio do voto popular. 